# Nanoindentatore

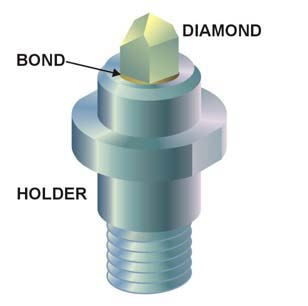
Un nanoindentatore

Un nanoindentatore è il componente principale per i test di durezza di indentazione usati nella nanoindentazione. Fin dalla metà degli '70 la nanoindentazione è diventata il metodo principale per la misurazione e il testing delle proprietà meccaniche di piccoli volumi. La nanoindentazione, anche detta indentazione di rilevazione profonda o indentazione strumentata, guadagnò popolarità con lo sviluppo di macchine che potevano registrare piccoli carichi e spostamenti con alta precisione e accuratezza. I dati di spostamento di carico possono essere usati per determinare il modulo di elasticità, la durezza, la tensione di snervamento, la tenacità alla frattura, la durezza al graffio e le proprietà di usura.

## Tipi

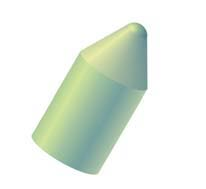
Un indentatore conico con estremità rotonda

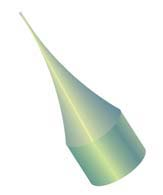
Un indentatore con punta a filamento (filament rod indenter)

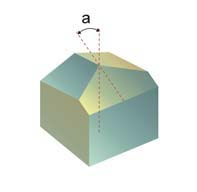
Un indentatore di Berkovich standard che ha la forma di una piramide a tre lati dove a = 65,03°

Ci sono molti tipi di nanoindentatori di uso corrente che si diversificano soprattutto per la loro conformazione geometrica della punta. Tra le numerose geometrie disponibili ci sono piramidi a tre e a quattro lati, cunei, coni, cilindri, filamenti e sfere. Molte geometrie sono diventate uno standard comune ben consolidato a causa del loro uso esteso e per le ben note proprietà; come i nanoindentatori di Berkovich, ad angolo di cubo, di Vickers e di Knoop. Per soddisfare le richieste di alta precisione, i nanoindentatori devono essere fatti seguendo le definizioni ISO 14577-2, e devono essere ispezionati e misurati con attrezzature standard riconducibili al National Institute of Standards and Technology (NIST). L'estremità della punta dell'indentatore può essere fatta tagliente, piatta o rotonda per una forma cilindrica o sferica. Il materiale per la maggior parte dei nanoindentatori è il diamante e lo zaffiro, sebbene possano essere usati altri materiali duri come il quarzo, silicio, tungsteno, acciaio, carburo di tungsteno e quasi ogni altro metallo duro o materiale ceramico. Il diamante è il materiale più comunemente utilizzato per la nanoindentazione a causa delle sue proprietà di durezza, conduttività termica e per essere chimicamente inerte. In alcuni casi il diamante elettricamente conduttivo può essere necessario per applicazioni speciali ed è anche disponibile.

## Supporti
I nanoindentatori sono montati su supporti che potrebbero essere il progetto standard sviluppato da un produttore di attrezzature per la nanoindentazione o per modelli personalizzati. Il materiale di supporto può essere di acciaio, titanio, ceramica lavorabile, altri metalli o materiali rigidi. Nella maggior parte dei casi l'indentatore è attaccato al supporto tramite un metallo rigido che forma un legame molecolare con il materiale che può essere diamante-acciaio, diamante-ceramica, ecc.

## Misurazioni angolari
Le dimensioni dei nanoindentatori sono molto piccole, alcune meno di 50 micrometri (0,0020 in), e realizzati con precisa geometria angolare in modo da ottenere letture ad alta precisione richieste per la nanoindentazione. Gli strumenti che misurano gli angoli di grandi oggetti come goniometri o comparatori non sono né pratici né precisi abbastanza per misurare gli angoli del nanoindentatore anche con l'ausilio di microscopi. Per misurazioni di precisione viene usato un goniometro laser per misurare gli angoli del nanoindentatore di diamante, le cui facce sono altamente lucenti e riflettenti (condizione basilare nelle misurazioni goniometriche al laser). Il goniometro laser può misurare all'interno di un millesimo di grado specificato o di angoli richiesti.